# ボリビアのイエズス会伝道所

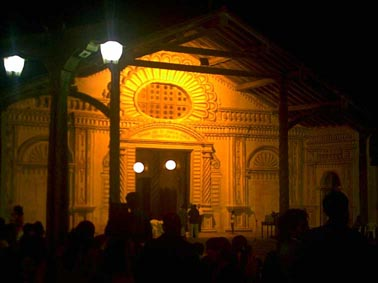
サン・ハビエル伝道所の聖堂

ボリビアのイエズス会伝道所群は、スペインによる植民地化の過程で、イエズス会によって建造された伝道用の集落群である。それらは、ボリビア国内でも、特にサンタクルス県北部やベニ県に見られる。そのうち、サンタクルス県チキトス地方に残る伝道所群は「チキトスのイエズス会伝道所群」として、ユネスコの世界遺産に登録されている。

## 歴史

### 起源
スペインがボリビアを入植したときには、様々な会派の修道士たちが、12使徒になぞらえうる新大陸の伝道活動に参加した。彼らが作った建造物・集落群は「ミシオネス」(Misiones) あるいは「レドゥクシオネス」(Reducciones) と呼ばれた。日本語では「伝道所」「伝道施設」「布教村」などの訳が当てられる。伝道所の建設に熱心だったのは、イエズス会とフランシスコ会である。イエズス会士たちによって建てられた施設群は、特にチキトス地方の人々の歴史にとって、逸することの出来ない足跡を残している。
イグナチオ・デ・ロヨラによって創設され、ローマ教皇パウルス3世によって認められたイエズス会は、1540年以降、その伝道施設を新大陸に築き、先住民への宣教を企図した。その活動のために様々な地を巡った結果、征服者たちの新たな領土の発見に結びついたこともあった。ボリビアでの宣教は、有名な黄金郷伝説エル・ドラードあるいはパイ・ティティの調査にも大きく影響されていたと考えられている。

### 伝道所建設の歴史
ボリビアでイエズス会伝道所が建設され始めたのは17世紀末のことである。それは主としてサンタクルス県北部のチキトス地方とベニ県のモホス (Moxos) で行われた。
最初の伝道所はサン・フランシスコ・ハビエル伝道所 (Misión de San Francisco Xavier) で、建設は1691年のことだった。続いて1696年にはサン・ラファエル伝道所 (Misión de San Rafael) が建てられ、1698年にはイエズス会士フェリペ・スアレス (Felipe Suárez) によってサン・ホセ伝道所 (Misión de San José) が建てられた。さらに、宣教の過程でサン・フアン・バウティスタ伝道所（Misión de San Juan Bautista, 1699年）、コンセプシオン伝道所（Misión de Concepción, 1709年）、サン・イグナシオ・デ・サムコス（Misión San Ignacio de Zamucos, 1724年）などが相次いで建てられた。最後のものは1745年に放棄されたが、その後もサン・イグナシオ伝道所（Misión de San Ignacio, 1748年）、サンティアゴ伝道所（Misión de Santiago, 1754年）、サンタ・アナ伝道所（Misión de Santa Ana, 1755年）などが建てられた。最後に建てられたのは、1760年のサント・コラソン伝道所 (Misión de Santo Corazón) である。

### イエズス会の退去後
1767年に、スペイン王カルロス3世は、イエズス会をスペインとアメリカ大陸から追放することにした。それというのは、アメリカ大陸の伝道所群の、管理が行き届いて繁栄している土地を取り込もうとした人々が、国王に迫り、彼はそれに抗しきれなくなったためである。ポルトガルもまた同様であり、つまりはボリビアの隣国ブラジルでもイエズス会の追放が起こった。その結果、パラグアイ、アルゼンチン、ブラジル、ボリビアなどでは、それまで伝道所でイエズス会の庇護を受けていた先住民たちが大きな苦難に直面することになった。イエズス会の目覚しい働きが、略奪者や不信心者たちに蹂躙されることになったからである。
アルゼンチン、パラグアイ、ブラジルなどでは、伝道所の落日はすぐにやってきた。しかし、ボリビアでは、徐々に衰退していったとはいえ、現在まで脈々と維持されてきたのである。

## 建築様式: 現地の様式との「混血」

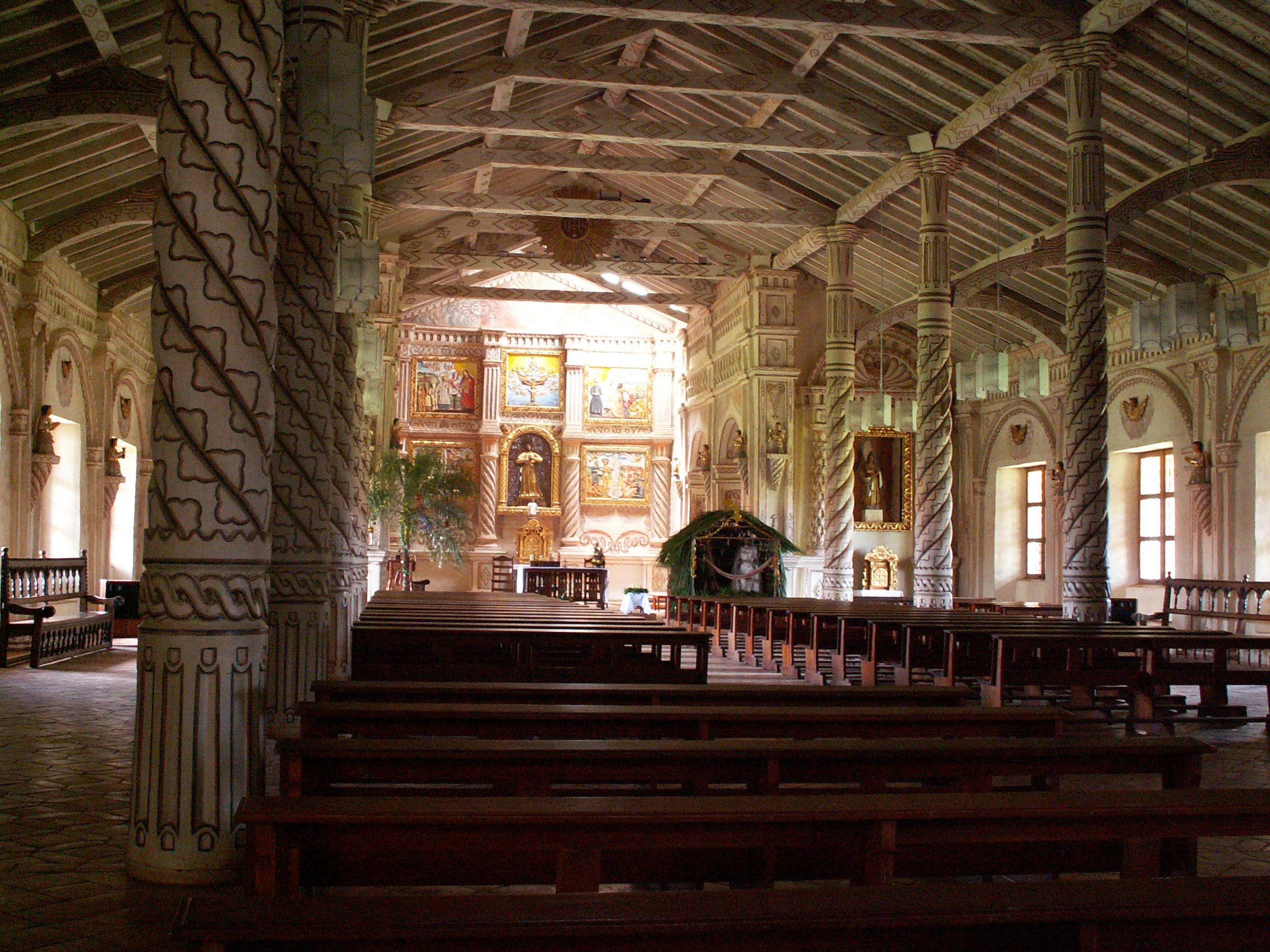
コンセプシオン伝道所の聖堂内部

スイス人のイエズス会宣教師マルティン・シュミット (Martin Schmit) は、建築家でもあり音楽家でもあった人物で、「混血の」バロック様式で建てられた伝道所の大変美しい聖堂群は、彼に多くを負っている。
それらの建築に当たっては、木材などの地元の資材が用いられた。円柱は印象的なもので、バニャドス・デ・オロ（Bañados de Oro, 「金メッキを施されたもの」）と呼ばれる金色のまばゆい祭壇もある。壁面の絵画もこれまた素晴らしいものである。聖人たちの彫刻は、今でも伝統を守っている工房に根付く「混血の」美術様式に引き継がれた。

### 建造物
バロック様式と地元のつとめて装飾性に乏しい様式の組み合わせが、チキトスなどでの真の芸術的試みを創出した。この試みは、信者たちの混交によってなおも洗練されていき、その結果、全くの独自な美しい様式が、創出から3世紀以上を経た今でもなお伝えられている。
建造物群の中でも土台となっているのは、最初に建てられたサン・ハビエル伝道所である。このシェーマが、他の伝道所群の中においても、変化を伴いつつ繰り返されている。サン・ハビエル伝道所は、教会、作業場、学校、住居などが並ぶ広大な地区を伴うモジュール式の構造になっており、特殊な建築様式の土台であると同時に、都市の建造物群の配置の原型にもなっている。
教会は3つの身廊から成り、シンプルな木製の屋根は美しく堂々とした柱に支えられている。クチ (Cuchi) という木で作られた柱は念入りに加工され、信じられないほどの堅牢さと耐久性を備えている。そして、それらの柱と屋根は、あたかも壁から独立した自律的なシステムであるかのようである。
火山岩の使用についても触れておこう。建造物群には石造のものもあり、それらも節度ある美しさを備えている。いずれも、美しい作品を思い描き、作り上げた先住民の芸術的熟練を示している。
教会内部の絵画についていえば、チベット仏教やヒンドゥー教の寺院で使われる色彩に近い色を基礎にして描かれている。

## 世界遺産
聖堂などの建築物が今なお維持されているおかげで、1990年に、チキトス地方のイエズス会伝道所は、ユネスコの世界遺産に登録された。世界遺産の対象となったのは、チキトスに残る6つの伝道所サン・フランシスコ・ハビエル（サン・ハビエル）、コンセプシオン、サンタ・アナ、サン・ミゲル、サン・ラファエル、サン・ホセである。
それを踏まえて、ボリビア当局と非営利組織は、チキトスでの一大観光プログラム「チキトスのルネサンス・バロック音楽祭」を始動した。

### 登録基準
この世界遺産は世界遺産登録基準のうち、以下の条件を満たし、登録された（以下の基準は世界遺産センター公表の登録基準からの翻訳、引用である）。
- (4) 人類の歴史上重要な時代を例証する建築様式、建築物群、技術の集積または景観の優れた例。
- (5) ある文化（または複数の文化）を代表する伝統的集落、あるいは陸上ないし海上利用の際立った例。もしくは特に不可逆的な変化の中で存続が危ぶまれている人と環境の関わりあいの際立った例。

### アクセスのルート
- サンタ・クルス・デ・ラ・シエラからサン・ハビエル伝道所へ - 221 km（アスファルト舗装済）
- サン・ハビエルからコンセプシオン伝道所へ - 69 km（舗装済）
- コンセプシオンからサン・イグナシオ伝道所へ - 178 km（舗装済）
- サン・イグナシオからサン・ミゲル、サン・ラファエル、サンタ・アナ各伝道所へ - 159 km（舗装道路は半分）
- サン・イグナシオからサン・ホセ・デ・チキトス（チキトスの主都）- 206 km （舗装済）